# Mesečinka
Mesečinka (znanstveno ime Pelagia noctiluca) je majhna klobučnjaška meduza s polkrožnim klobukom izpod katerega visi 8 lovk.

## Opis
Mesečinka ima škrlatno rdeč v rjavo se spreminjajoč klobuk, premera 1,5cm do 5cm. Kaže bioluminiscenco. Rob klobuka ima 16 robnih krp, 8 lovk in 8 čutnih betičev. Lovke so lahko dolge do 10 m na lovkah pa ima veliko število posebnih celic z ožigalkami. Mesečinka se potopi tudi do globine 70 m, največkrat jo pa opazimo na globini od 20-50 m.

## Prehranjevanje
Prehranjuje se s planktonskimi bitji, ki jih lovi z ožigalkami. Ožigalke so napoljene s strupeno tekočino. Ko se žival ali človek dotakne ožigalke, se sproži in izbrizga strup. S tem plen omrtvi in ga z lovkami spravi skozi usta v telesno votlino na spodnji strani klobuka. Neprebavljenje ostanke skozi isto votlino izloči. Ožigalke ne služijo samo za omrtvičenje plena, temveč tudi za obrambo.

## Dihanje
Kisik sprejema skozi celotno površino.

## Gibanje
V vodi prosto lebdi ali pa plava tako, da se  poganja z razpiranjem in stiskanjem klobuka.

## Življenjski prostor
Živi v obrežnih vodah vseh morij, posebno v toplejših in zmernejših pasovih. Mesečinka je pogosta v Atlantiku, Sredozemskem morju. V južnem in srednjem Jadranu lahko včasih opazimo velike roje teh živali.

## Razmnoževanje
So ločenih spolov. Razmnožujejo se spolno. V meduzi nastanejo spolne celice. Po združitvi semenčice z jajčecem se razvije migetalkasta ličinka. Ker je mesečinka v svojem razvoju izgubila polipni stadij se iz ličinke v enem mesecu razvije mlada meduza.